# Едсон Ресендес
Едсон Ресендес (ісп. Édson Reséndez, нар. 12 січня 1996, Гуасаве) — мексиканський футболіст, воротар клубу «Монтеррей».

## Клубна кар'єра
Народився 12 січня 1996 року в місті Гуасаве. Вихованець футбольної школи клубу «Монтеррей». 10 жовтня 2015 року в матчі проти «Пуебли» він дебютував у мексиканській Прімері. З командою став переможцем Ліги чемпіонів КОНКАКАФ у 2019 році, завдяки чому поїхав з командою на клубний чемпіонат світу 2019 року в Катарі.

## Виступи за збірну
У 2013 році в складі юнацької збірної Мексики Едсон став переможцем юнацького чемпіонату Північної Америки в Панамі. На турнірі він був запасним і на поле не вийшов. У тому ж році Ресендес допоміг збірній завоювати срібні медалі на юнацькому чемпіонаті світу в ОАЕ. На турнірі він також був запасним і на полі не з'являвся.
У 2015 році Едсон був включений в заявку молодіжної збірної Мексики на участь у Молодіжному кубку КОНКАКАФ на Ямайці. На турнірі він зіграв у матчі проти Гаїті. За підсумками змагань Ресендес з командою завоював золоту медаль. Влітку того ж року Едсон взяв участь в молодіжному чемпіонаті світу в Новій Зеландії. На турнірі він був запасним і не зіграв жодної хвилини, а мексиканці не вийшли з групи.

## Титули і досягнення
- Чемпіон КОНКАКАФ (U-17): 2013
- Чемпіон КОНКАКАФ (U-20): 2015
- Переможець Ліги чемпіонів КОНКАКАФ (1):

«Монтеррей»: 2019